# Cobalt(II) iodide hexamin
Cobalt(II) iodide hexamin là một hợp chất vô cơ, một loại muối amin phức của kim loại cobalt và axit iothydric với công thức hóa học CoI2·6NH3, tinh thể màu hồng, phản ứng với oxy và nước trong khí quyển.

## Điều chế
Cho amonia đi qua dung dịch cobalt(II) iodide sẽ tạo ra phức:
{\displaystyle {\mathsf {CoI_{2}+6NH_{3}\ \xrightarrow {} \ CoI_{2}\cdot 6NH_{3}}}}
Phản ứng sẽ đổi chiều nếu đun chất sản phẩm đến 120 ℃.

## Tính chất vật lý
Cobalt(II) iodide hexamin tạo thành các tinh thể màu hồng của hệ tinh thể lập phương, nhóm không gian Fm3m, các hằng số mạng tinh thể a = 1,0914 nm, Z = 4.

## Tính chất hóa học
Muối phức này phản ứng với oxy và nước trong khí quyển.